# Victoria Dockside
Victoria Dockside es un desarrollo inmobiliario situado en el paseo marítimo de Tsim Sha Tsui en Hong Kong (China), cerca de la estación de East Tsim Sha Tsui. El complejo abrió sus puertas en varias fases entre 2018 y 2019, y su construcción costó 2600 millones de dólares estadounidenses. Ocupado desde 1910, el sitio era conocido originalmente como Holt's Wharf.
El complejo incluye el centro comercial K11 Musea, apartamentos con servicios, oficinas y un hotel, y contiene un rascacielos de 284 metros de altura diseñado por el estudio de arquitectura Kohn Pedersen Fox, que actualmente es el noveno edificio más alto de Hong Kong.

## Historia
El sitio fue desarrollado en 1910 con el nombre de Holt's Wharf. Inicialmente funcionaba como un nodo ferroviario, y durante algún tiempo estaba considerado como uno de los puertos más importantes del mundo. En 1971, la parcela fue vendida a New World Development, que urbanizó la zona durante la década de 1970, empezando con la construcción del New World Centre y el Regent Hong Kong (renombrado posteriormente InterContinental Hong Kong).
El proyecto fue completado en 1982, y también incluía un centro comercial, viviendas y oficinas. El New World Centre era uno de los mayores centros comerciales del mundo en la época. El sitio se hizo popular entre los hongkoneses y los turistas, y albergó numerosos eventos, incluida la Exposición Internacional de LEGO y el Rally Hong Kong-Pekín.
En 2010, New World Development cerró el New World Centre para su demolición. En 2012, empezaron las obras de Victoria Dockside, nombre que procedía del Victoria Harbour, así como del antiguo nombre del sitio, Holt's Wharf. El proyecto fue liderado por Adrian Cheng, y contó con la participación de más de cien arquitectos y diseñadores internacionales y locales. El desarrollo se completó en 2019 e incluye el Rosewood Hotel and Residences.
En 2021, el centro comercial K11 Musea cerró temporalmente para ser sometido a una limpieza. Todos sus trabajadores fueron sometidos a pruebas obligatorias de COVID-19 debido a que se había producido un brote de COVID-19 en el restaurante chino Mr Ming's Chinese Dining del centro comercial.

## Diseño y arquitectura

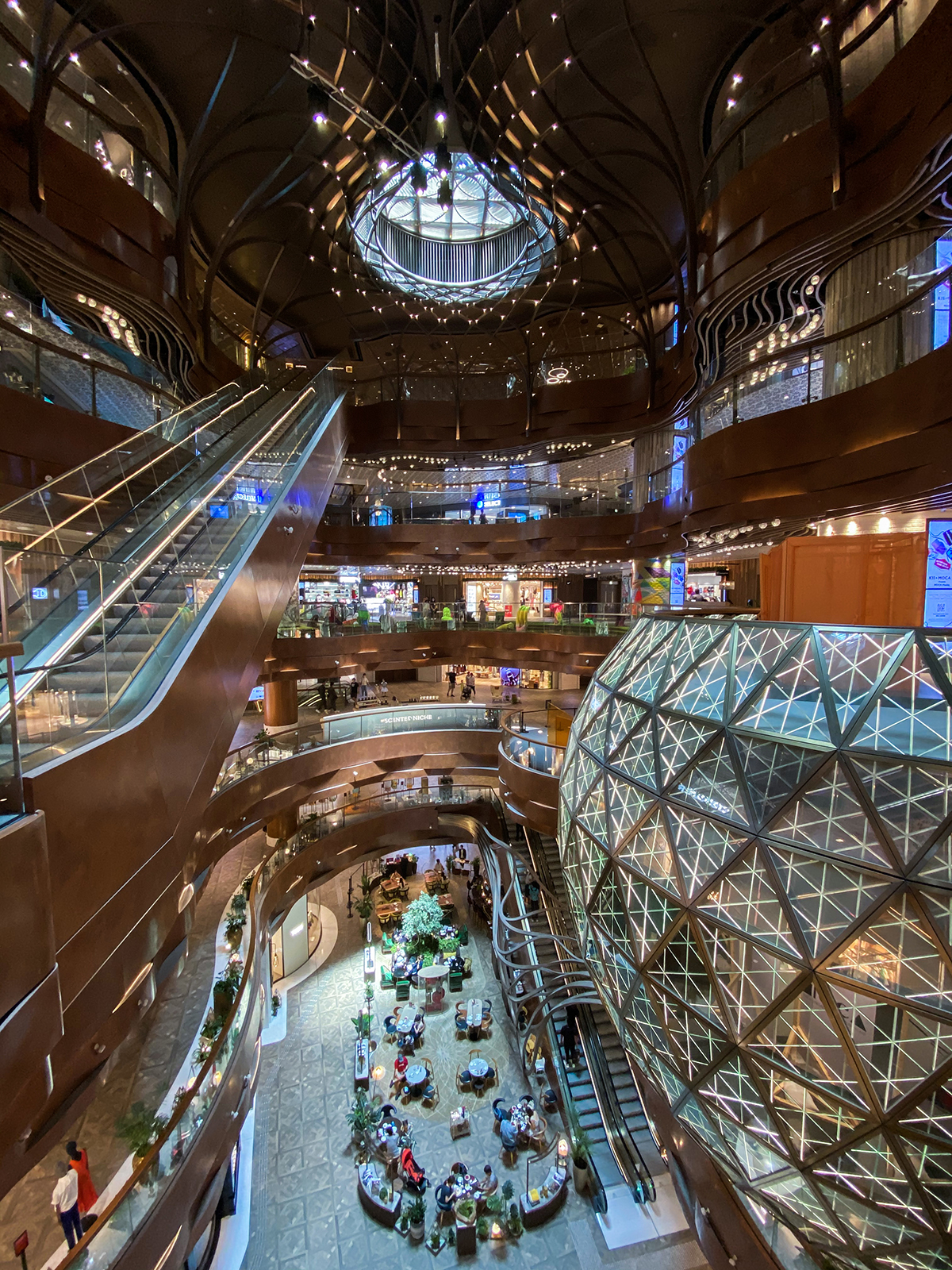
K11 MUSEA.

El complejo fue diseñado por el estudio de arquitectura Kohn Pedersen Fox (KPF), así como por el arquitecto James Corner Field Operations, Ronald Lu & Partners, LAAB Architects y PLandscape.

## Componentes

### K11 Musea (centro comercial)

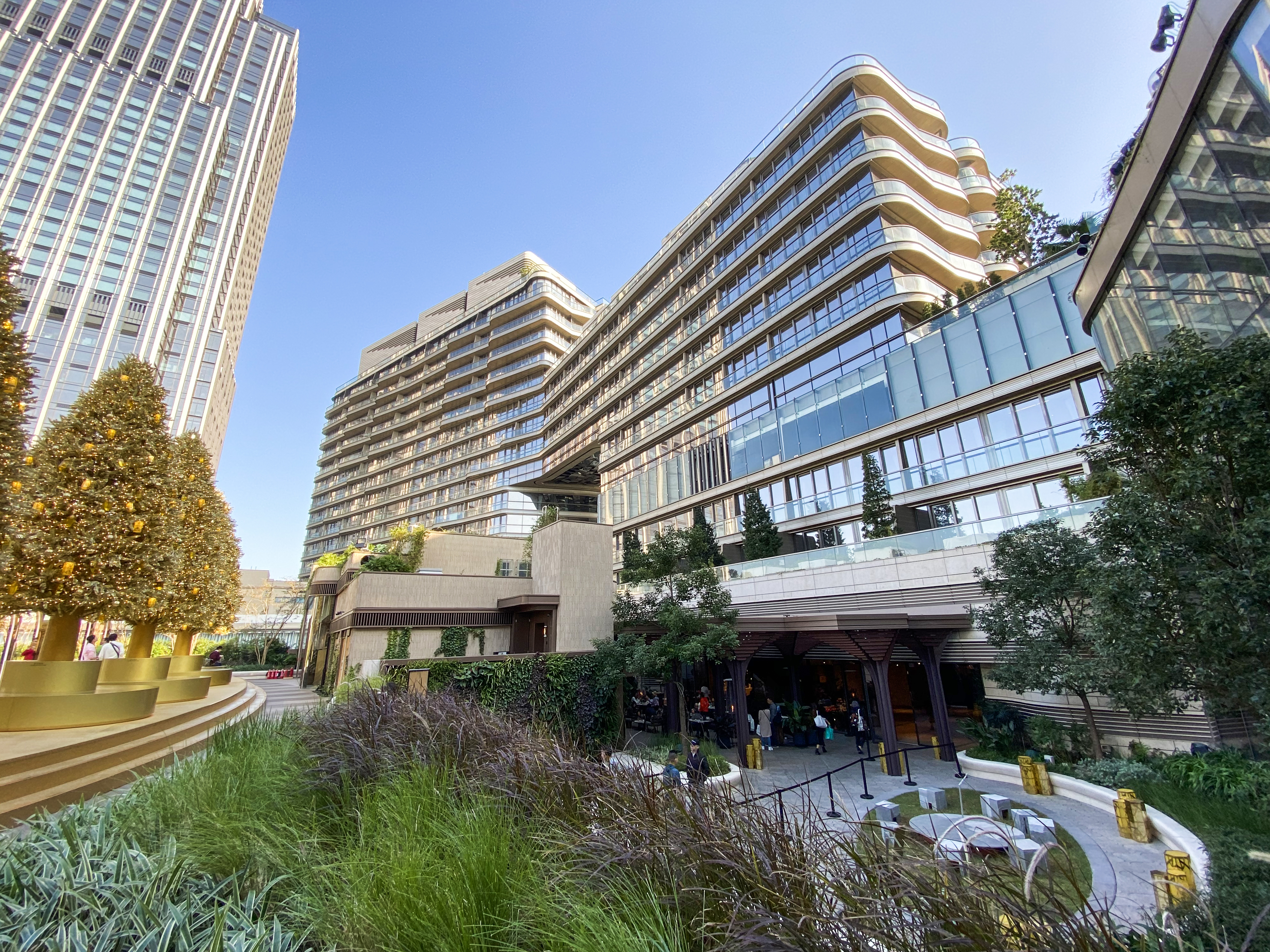
K11 ARTUS.

K11 Musea (rotulado como K11 MUSEA) es un centro comercial situado en el paseo marítimo de Tsim Sha Tsui, dentro del desarrollo Victoria Dockside. El proyecto fue promovido por el K11 Group, parte de New World Development, y fue inaugurado en agosto de 2019.
K11 Musea fue concebido por el K11 Group y su fundador Adrian Cheng. Su nombre procede de la expresión inglesa A Muse by the Sea («Una musa junto al mar»). Contiene una colección de arte público y fue completado en 2019. El proyecto pretende fomentar el arte, la cultura y el diseño en Hong Kong.
El edificio de K11 Musea consta de diez plantas y una plaza exterior. Entre sus arquitectos se encuentran James Corner (James Corner Field Operations), Forth Bagley (Kohn Pedersen Fox) y LAAB Architects. La plaza exterior es una plaza hundida de 200 m² con forma de anfiteatro. El edificio también contiene 5000 m² de jardines verticales. La promotora afirma que cumple con los requisitos de las certificaciones LEED Oro y BEAM Plus Oro. Además, incluye un sistema de captación del agua de lluvia y el interior del edificio está hecho en parte de caliza y madera natural.

### K11 Artus (apartamentos con servicios)

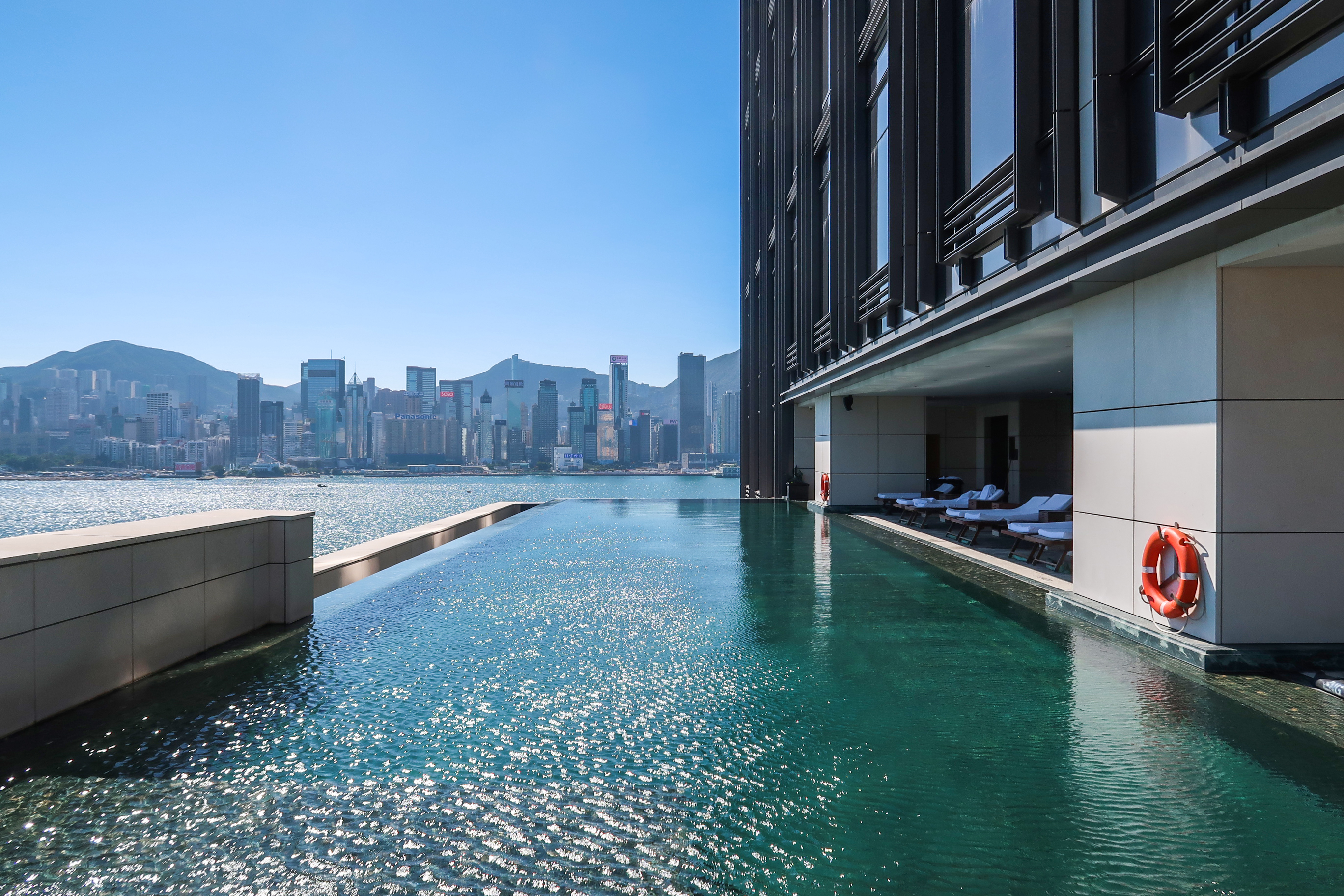
La piscina infinita del Rosewood Hong Kong.

K11 Artus es una zona residencial situada dentro de Victoria Dockside, inaugurada en 2019. El edificio fue diseñado por el estudio de arquitectura neoyorquino Kohn Pedersen Fox y los interiores, por el estudio de Hong Kong AFSO.

### K11 Atelier (oficinas)
La parte de oficinas del complejo, llamada K11 Atelier, comprende quince plantas de la torre principal. K11 Atelier fue inaugurado en 2017. El interior del edificio fue diseñado por los japoneses Design Studio Simplicity. El vestíbulo principal incluye un espacio comunitario y una zona de descanso. K11 Atelier tiene un total de 40 427 m² y cuenta con vistas de 270 grados del Victoria Harbor. También ha sido reconocido con dos certificaciones de construcción ecológica (LEED Platino y BEAM Plus). La fachada de K11 Atelier tiene un sistema solar fotovoltaico integrado.

### Rosewood Hong Kong (hotel)
El complejo Victoria Dockside también alberga el hotel Rosewood Hong Kong, de 413 habitaciones.